# Campeonato de España de Ciclismo en Ruta 2014
La CXIII edición del Campeonato de España de Ciclismo en Ruta se disputóel 29 de junio de 2014 en Ponferrada (provincia de León), por un circuito que constó de 200,9 km de recorrido, en el mismo recorrido del Campeonato Mundial en Ruta que se disputará en septiembre al que darán 11 vueltas.
Participaron 186 ciclistas (91 de ellos amateurs -fue la primera vez desde 2004 que estos participaban junto a los profesionales-), siendo los equipos más representados el Movistar Team (17 corredores) y Caja Rural-Seguros RGA y Burgos-BH (12 corredores), de los que acabaron 76.
La prueba fue ganada por Ion Izagirre, que consiguió su primer campeonato tras ser segundo en la edición anterior. Le acompañaron en el podio su compañero de equipo Alejandro Valverde, que alcanzó a Ion en los últimos kilómetros, y Carlos Barbero, respectivamente, que encabezó un pequeño grupo perseguidor de unos 20 corredores.

## Clasificación final
| \| Clasificación general \| Clasificación general \| Clasificación general \| Clasificación general \| Clasificación general \| \| Ciclista \| Ciclista \| Equipo \| Tiempo \| \| \| --------------------- \| --------------------- \| -------------------------- \| --------------------- \| --------------------- \| \| 1.º \| Ion Izagirre \| Movistar Team \| 4 h 53 min 51 s \| \| \| 2.º \| Alejandro Valverde \| Movistar Team \| + 0 s \| \| \| 3.º \| Carlos Barbero \| Euskadi \| + 10 s \| \| \| 4.º \| Luis León Sánchez \| Caja Rural-Seguros RGA \| + 10 s \| \| \| 5.º \| Eduard Prades \| OFM-Quinta da Lixa \| + 10 s \| \| \| 6.º \| Egoitz García \| Cofidis, Solutions Crédits \| + 10 s \| \| \| 7.º \| Jordi Simón \| Team Ecuador \| + 10 s \| \| \| 8.º \| José Joaquín Rojas \| Movistar Team \| + 10 s \| \| \| 9.º \| Jesús Herrada \| Movistar Team \| + 10 s \| \| \| 10.º \| Carlos Verona \| Omega Pharma-Quick Step \| + 10 s \| \| |                    |                            |                 |
| |                    |                            |                 |
| |                    |                            |                 |
| Clasificación general |                    |                            |                 |
| Ciclista | Ciclista           | Equipo                     | Tiempo          |
| 1.º | Ion Izagirre       | Movistar Team              | 4 h 53 min 51 s |
| 2.º | Alejandro Valverde | Movistar Team              | + 0 s           |
| 3.º | Carlos Barbero     | Euskadi                    | + 10 s          |
| 4.º | Luis León Sánchez  | Caja Rural-Seguros RGA     | + 10 s          |
| 5.º | Eduard Prades      | OFM-Quinta da Lixa         | + 10 s          |
| 6.º | Egoitz García      | Cofidis, Solutions Crédits | + 10 s          |
| 7.º | Jordi Simón        | Team Ecuador               | + 10 s          |
| 8.º | José Joaquín Rojas | Movistar Team              | + 10 s          |
| 9.º | Jesús Herrada      | Movistar Team              | + 10 s          |
| 10.º | Carlos Verona      | Omega Pharma-Quick Step    | + 10 s          |